# ジョン・ルード

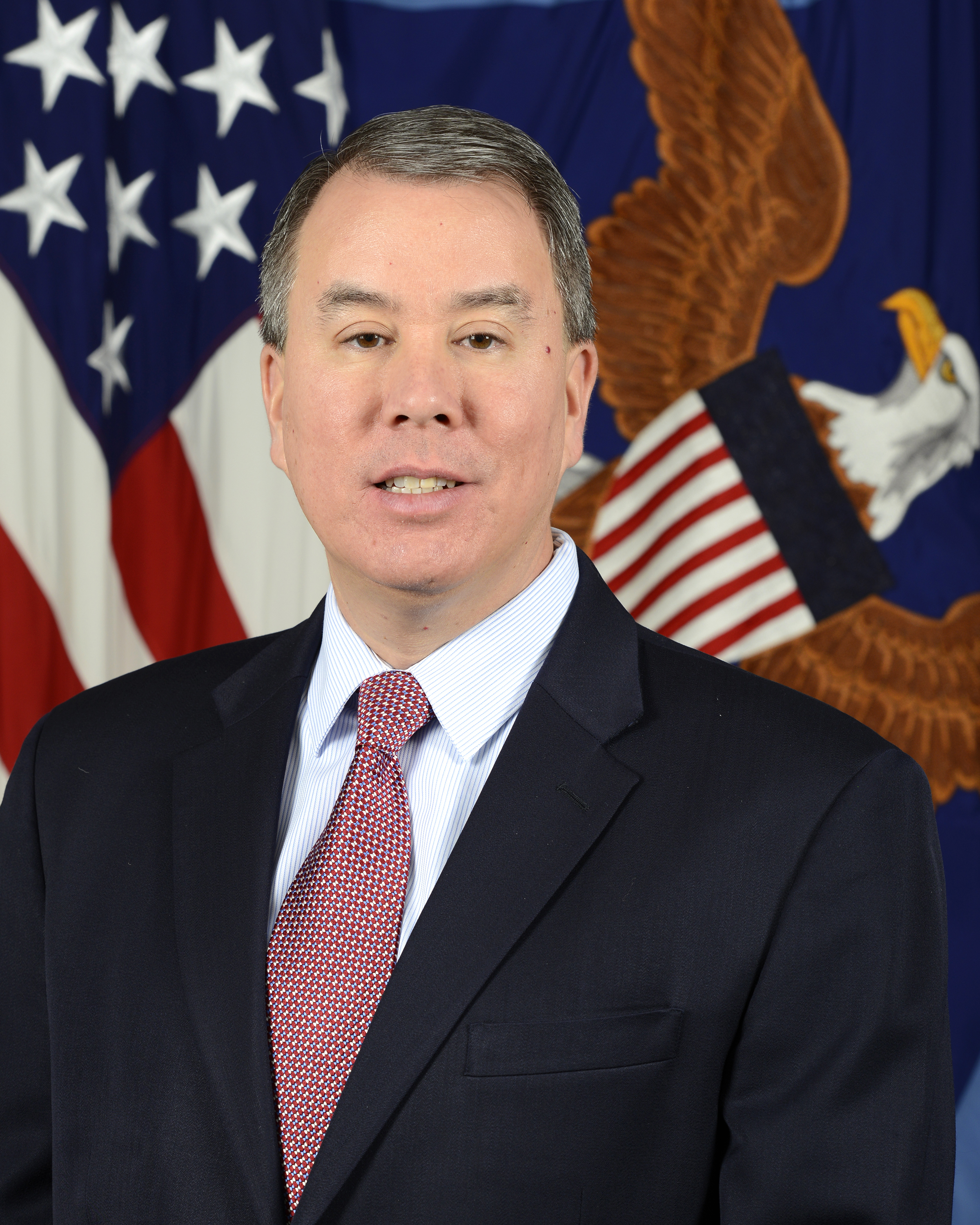
ジョン・ルード

ジョン・C・ルード（John C. Rood、1968年 - ）は、アメリカ合衆国の政治家。ジョージ・W・ブッシュ政権で2006年10月から2007年9月まで国務次官補（国際安全保障・不拡散担当）、2007年9月から2009年1月まで国務次官代行（軍備管理・国際安全保障担当）、ドナルド・トランプ政権で2018年1月から2020年2月まで国防次官（政策担当）を務めた。

## 生涯
1990年にアリゾナ州立大学で学士号を取得。中央情報局に夏期研修生として入り、以降11年間に渡ってミサイル開発分析官として勤務。主に海外のミサイル計画に関する解析に携わった。
その後国家安全保障会議での任務に就き、連邦上院議員ジョン・カイルの上級政策顧問に4年間在任。ミサイル防衛、軍備管理、不拡散、輸出管理、核兵器の問題に重点を置いて、国防・外交政策に関する広範囲の課題を扱った。2001年5月から2003年9月まで国家安全保障会議部長（拡散戦略・拡散対抗・国土防衛担当）。ミサイル防衛問題、北朝鮮問題、その他の軍備管理・不拡散問題に関する政策の策定、調整、実施に関与した。
2003年9月から2005年2月まで国防次官補代理（戦力政策担当）。アメリカの核兵器、従来型の戦略戦力、弾道ミサイル防衛、および軍事目的の宇宙システムの使用に関する政策および企画について、立案と監督に責任を負った。2005年2月から2006年10月まで大統領特別補佐官および国家安全保障会議上級部長（拡散対抗戦略担当）。大統領や国家安全保障担当補佐官に対する助言の提供や、大量破壊兵器やその運搬手段の拡散について対抗・阻止・抑制するための政権内部の調整を担当した。
2006年10月から2007年9月まで国務次官補（国際安全保障・不拡散担当）。大量破壊兵器やその運搬手段の拡散を抑制する政策の立案と遂行を担当し、効果的な多国間の輸出規制やその他の軍備管理の問題を管理した。2007年9月から2009年1月まで国務次官代行（軍備管理・国際安全保障担当）。不拡散問題および拡散対抗問題について扱う国務省の筆頭の事務官として職務を遂行し、軍備管理・検証・軍備縮小の遵守、武器移転・地域安全保障および防衛関係・安全保障援助についても同様に主たる権限を行使した。正式な国務次官としての任命は受けなかった。2018年1月から2020年2月まで国防次官（政策担当）。ドナルド・トランプ大統領の要請を受け2020年2月28日付で辞任。アフガニスタンの反政府勢力タリバーンとの和平協議など複数の問題で政権と意見の相違があり、政策遂行能力に信頼を失った一部の関係者から辞任を求められていたという。